# Чотири тополі (пам'ятка природи)
Пам'ятка природи місцевого значення «Чотири тополі» (Орликівський кар'єр) була оголошена рішенням Миколаївського облвиконкому від 21.07.1972 № 391 «Про віднесення пам'яток природи місцевого значення за категоріями відповідно до нової класифікації та затвердження нововиявлених заповідних територій і природних об'єктів».
Площа — 0,1га.

## Характеристика
Фактично на місцевості залишилось дві тополі. Знаходяться на вул. Дачній на околиці м. Первомайськ на в'їзді в НПП «Бузький Гард»..

## Скасування
Причини та дата скасування невідома, натомість у сучасних переліках територій ПЗФ Миколаївської області, об'єкт відсутній.